# Mairetis
- Commons
- Wikispecies

Mairetis é um gênero de plantas pertencente à família Boraginaceae.